# Osa (súng ngắn)
Osa (tiếng Nga: Оса, Ong bắp cày) là loại súng ngắn phi sát thương được phát triển bởi Viện Nghiên cứu Hóa học ứng dụng (nay là Công ty Công nghệ vũ khí mới) từ giữa những năm 1990 như là một vũ khí tự vệ dân sự. Việc phát triển loại súng này được thực hiện với yêu cầu về một loại vũ khí tự vệ nhỏ gọn hiệu quả nhưng cũng không vi phạm các yêu cầu pháp lý về sử dụng vũ khí. Để đáp ứng yêu cầu đó các loại đạn chuyên dụng dành riêng cho loại súng này đã được phát triển. Các loại đạn này được thiết kế với tiêu chí ít gây thương tích cho mục tiêu hoặc gây chấn động như gây sốc, mất nhận thức... trong một thời gian ngắn. Loại súng này đã được bán trong thị trường dân sự nhưng Bộ nội vụ Nga cũng đã thông qua để trang bị cho các lực lượng thi hành công vụ và cảnh sát.

## Thiết kế
Osa sử dụng cơ chế nạp đạn trực tiếp vào nòng. Hai nòng súng kế bên được nối với nhau theo dạng hình số 8, việc nối các nòng lại sẽ giúp tiết kiệm vật liệu sản xuất cũng như không cần thiết phải tách các nòng ra vì chiều dài của viên đạn bằng đúng chiều dài nòng nên sẽ không gây thất thoát lực đẩy cũng như đây là loại súng phi sát thương nên cũng chẳng cần nòng dài để tăng sức mạnh cho viên đạn. Do súng bắn loại đạn không vành nên kẹp được thêm vào phía sau nòng súng để kẹp vào các khía của viên đạn giữ cho chúng không rơi ra ngoài. Khi nạp đạn chỉ cần đẩy khối nòng tách ra khỏi thân súng kẹp giữ sẽ được mở và các vỏ đạn cũ nếu có sẽ được lấy ra ngoài để sử dụng lại và người sử dụng sẽ nạp các viên đạn mới vào các nòng.
Để thu gọn chiều dài của súng nhiều nhất có thể mà không cần quan tâm nhiều đến độ đơn giản, súng sử dụng cơ chế điểm hỏa bằng điện điện tử, một vi mạch trong súng sẽ xác định nòng nào có đạn và sẽ điểm hỏa ở đó việc này tránh súng kích hỏa ở các nòng súng không có đạn dẫn đến mất đi một quãng thời gian dù ngắn nhưng quan trọng khi phòng thủ. Súng chỉ có chế độ bắn từng viên, khi bóp cò một xung điện sẽ truyền vào vi mạch và dẫn đến một trong bốn nòng súng, sau khi một nòng được bắn vi mạch sẽ ngắt nòng đó ra khỏi hệ thống để tránh việc điểm hỏa lại vào vỏ đạn rỗng hay không nổ, hệ thống này sẽ thiết lập lại vào mỗi lần nạp đạn. Một số mẫu giá rẻ sử dụng pin để làm nguồn điện việc này gây các tranh cãi vì pin có thể sẽ không hoạt động ổn định ở nhiệt độ thấp, các mẫu khác sử dụng máy phát xung từ tính làm nguồn năng lượng tạo ra điện mỗi lần bóp cò để tránh việc pin gặp trục trặc (bộ phận này khá giống với bộ phận mồi lửa của bếp ga).
Súng không có điểm ruồi nhưng có một rãnh chạy giữa hai nòng súng phía trên để người sử dụng dùng làm nơi nhắm bắn. Các mẫu mới có bộ phận nhắm laser đã được phát triển để sử dụng cho loại súng này, bộ phận này nằm ở giữa nơi cách nhau của các nòng súng. Súng không có nút khóa an toàn và có thể bắn bất kỳ lúc nào miễn là có điện để sử dụng tuy nhiên súng có cơ chế an toàn để tránh việc vô tình khai hỏa khi làm rơi.
Súng sử dụng đạn 18x45 mm và 18.5x55 mm vỏ nhôm được phát triển riêng. Có nhiều loại đạn khác nhau nhưng có bốn loại đạn có thể được sử dụng cho mục đích dân sự là T (loại đạn gây chấn thương), SZ (gây lóa mắt và ù tai), O (pháo sáng) và S-K (pháo hiệu nhiều màu). Ngoài ra còn một số loại đạn khác nhưng chỉ được sử dụng trong các lực lượng thi hành công vụ và cảnh sát, chúng có chứa các chất hóa học bên trong dùng cho các mục đích khác nhau của các lực lượng này. Ngoài ra cũng đang có các loại đạn khác đang được phát triển cho các mục đích khác.

## Biến thể
Súng hiện có 4 mẫu chính là PB-4, PB-4-1, PB-4-1ML và PB-4-2 mỗi mẫu có khác biệt nhỏ trong chiều dài, cấu trúc nòng súng và cách hoạt động. Ngoài ra còn có mẫu hai nòng là PB-2.